# Classe Kronprinz
La classe Kronprinz est la première classe de cuirassés de type Pré-Dreadnought construite pour la Marine austro-hongroise (K.u.K. Kriehgsmarine).

Elle porte le nom de Rudolf Franz Karl Joseph von Habsburg-Lothringen archiduc d'Autriche et prince héritier de l'Empire austro-hongrois.

## Histoire
Les plans de cette première classe de cuirassés pré-dreadgnouhts furent réalisés par l'ingénieur Moriz Soyka. Les travaux durèrent près de cinq et bénéficièrent d'un très épais blindage de la ligne de flottaison (305 mm d'acier Krupp), les rendant peu rapides au combat.

Les deux cuirassés firent une campagne en mer Baltique en 1890.

Le Kronprinz Erzherzog Rudolf fut modernisé en 1893. Durant la première guerre mondiale il servit essentiellement à la défense côtière des Bouches de Kotor.

La Kronpinzessin Erzherzogin Stephanie, servit de casernement dans le port de Pula sous le nom de Gamma.

## Les unités de la classe
| Nom                                      | Lancement      | Chantier naval                         | Fin de carrière                                                                 | Photo |
| ---------------------------------------- | -------------- | -------------------------------------- | ------------------------------------------------------------------------------- | ----- |
| SMS Kronprinzessin Erzherzogin Stephanie | 14 avril 1887  | Stabilimento Tecnico Triestino Trieste | donné à l'Italie en 1920 abandonné en 1926                                      |       |
| SMS Kronprinz Erzherzog Rudolf           | 6 juillet 1887 | Chantier naval Pula                    | donné à la Yougoslavie en 1919 (rebaptisé Kumbor) vendu pour démolition en 1922 |       |